# 小池榮
小池 榮（こいけ さかえ、1928年10月19日 - 2015年9月28日）は、日本の俳優。
神奈川県出身。劇団青年座に所属していた。鎌倉アカデミア演劇科卒。
身長166cm。体重73kg。
旧芸名は小池 栄。

## 出演作品

### テレビドラマ

#### NHK
- 大河ドラマ
  - 赤穂浪士（1964年）
  - 太閤記（1965年） - 村越三十郎 役
  - 竜馬がゆく（1968年） - 大坂越前藩邸用人
  - 国盗り物語（1973年）
  - 風と雲と虹と（1976年） - 公家、公卿
  - おんな太閤記（1981年） - 城下の人々
  - いのち（1986年） - 地主
  - 太平記（1991年） - 時宗の僧
  - 八代将軍吉宗（1995年） - 作兵衛 役
  - 風林火山（2007年） - 岐秀元伯 役
  - 軍師官兵衛（2014年） - 村人
- 男たちの旅路（1977年）
- 土曜ドラマ / 空白の900分 -国鉄総裁怪死事件-（1980年）
- 連続テレビ小説
  - おしん（1984年） - 中本
  - はね駒（1986年） - 横山教頭 役
  - 君の名は（1991年）
  - さくら（2002年）
- ニューウェーブドラマ / ビデオレター（1992年）
- 金曜時代劇→時代劇ロマン
  - 十時半睡事件帖（1994年） - 肥後屋文吉 役
  - 天晴れ夜十郎（1997年） - 宇佐美屋 役
  - 一絃の琴（2000年）
- ヒロシマ 原爆投下までの4か月（1996年） - 豊田副武 役
- 憲法はまだか（1996年）

#### 日本テレビ
- 五人の野武士（1968年）
- 火曜日の女シリーズ / マッチ箱の家（1972年）
- 月曜スター劇場 / 冬物語（1972年）
- 白い牙（1974年）
- 金曜劇場
  - 前略おふくろ様（1976年） - 分田上の客
  - 昨日、悲別で（1984年）
- 土曜グランド劇場
  - 池中玄太80キロ
    - パート1（1980年）
    - 池中玄太83キロ さよならスペシャル（1992年）

  - D×D（1997年）
- 太陽にほえろ! 第682話「揺れる生命」（1986年）
- 銭形平次（風間杜夫版）（1987年）
- 火曜サスペンス劇場
  - 浅見光彦ミステリー 第1作（1987年） - 大家
  - 不在証明（1991年）
  - わが町 第2作（1993年） - 漁師
  - 女弁護士 高林鮎子 第12作（1993年） - 茂木周平
  - 盲人探偵・松永礼太郎 第4作（1995年）
  - 新任判事補 第2作（1995年） - 住職
  - 女検事 霞夕子
    - 第12作（1997年）
    - 第20作（2003年）
    - 第24作（2004年） - 太田吾一

  - 故郷（1997年）
  - 逃げる女（1999年）
  - 地方記者・立花陽介
    - 第13作（1999年） - 土産物屋の客
    - 第19作（2002年） - マンション管理人

  - 赤い靴（2001年）
  - 街の医者・神山治郎 第1作（2001年） - 住職
  - 臨床心理士 第3作（2001年） - 島崎
  - だます女だまされる女 第4作（2002年）
  - 監察医・室生亜季子 第32作（2003年） - 岸田仙造
- 木曜ゴールデンドラマ / 喜劇・ああ未亡人（1988年）
- 水曜グランドロマン / 帝都の夜明け「昭和三年の陪審裁判」（1989年）
- マジカルミステリー劇場（1991年）
- 半七捕物帳（1992年） - 雲海
- 西遊記（1994年） - 道順

#### TBS
- 花王 愛の劇場
  - 女と味噌汁 - 井上
    - その7（1967年）※ノンクレジット
    - その16（1970年）
    - その18（1971年）
    - その19（1971年）
    - その27（1973年）

  - 名もなく貧しく美しく（1976年）
- 七人の刑事
  - 第2シーズン（1967年）
  - 第3シーズン（1978年）
- 木下恵介アワー
  - おやじ太鼓（1968年）
    - 第12話
    - 第33話

  - 兄弟（1969年）
- 風（1968年）
- ポーラテレビ小説 / 安ベエの海（1969年） - 佐々木
- ありがとう
  - 第1シリーズ（1970年）
  - 第2シリーズ（1972年）
- 夕陽カ丘三号館（1971年）
- シルバー仮面（1971年） - 駐在
- 燃える兄弟（1972年）
- 東芝日曜劇場
  - つゆのひぬま（1973年）
  - 誰も知らない愛（1975年）
  - ボクの就職（1994年）
- 事件狩り（1974年）
- 夜明けの刑事（1975年）
- Gメン'75
  - 第33話「1月3日・関屋警部補・殉職」（1976年）
  - 第35話「豚箱の中の刑事」（1976年）
  - 第104話「77・5・14津坂刑事殉職」（1977年）
  - 第169話「深夜バスの乗客大量殺人事件」（1978年） - バス運転手
  - 第208話「5月26日絞首刑」（1979年） - 宮坂署捜査員
  - 第273話「怪談・死霊の棲む家」（1980年） - 派出所巡査
  - 第304話「プロ野球開幕ナイター殺人事件」（1981年） - 目撃者の老人
  - 第334話「茶碗にテープを貼る変な泥棒」（1981年） - 石川県警察荒崎署捜査主任
- コメットさん（1978年） - 侍従
- パナソニック ドラマシアター
  - 江戸を斬るIV（1979年）
  - 大岡越前 第9部（1986年） - 和惣次
  - 水戸黄門
    - 第13部 第25話「消えた黄門様 -延岡-」（1983年） - 米吉
    - 第14部（1984年）
      - 第14話「鬼と呼ばれた黄門様 -本庄-」 - 銀蔵
      - 第35話「陰謀暴いた鳴門の渦潮 -淡路島-」 - 五郎蔵親分

    - 第16部 第7話「花火に賭けた父娘の意地 -岡崎-」（1986年） - 鍵政
    - 第18部（1988年） - 達磨の伝八
    - 第20部（1991年） - 梵天の安五郎
    - 第30部（2002年） - 久室
    - 第31部（2002年） - 菊丘如幻
    - 第35部（2005年） - 道俊
    - 第36部（2006年） - 住職
    - 第37部（2007年） - 和尚
    - 第39部（2009年） - 和尚
    - 第41部（2010年） - 僧

  - 南町奉行事件帖 怒れ!求馬I（1997年） - 宗兵衛
  - ハンチョウ〜神南署安積班〜 シーズン4（2011年） - 堀
- 金曜ドラマ
  - 突然の明日（1980年）
  - 愛していると言ってくれ（1995年）
- 天皇の料理番（1981年） - 高村久次郎
  - 第13話「すっぽんスープと短刀」
  - 第17話「ザリガニと天皇の料理番」
- 想い出づくり。（1981年）
- ドラマ23 / とまどいの夜（1988年）
- 月曜ドラマスペシャル→月曜ミステリー劇場
  - 女相撲（1991年）
  - 火の玉婦長さん物語 第1作（1991年）
  - 松本清張特別企画・父系の指（1995年）
  - タロット日美子の推理 伯備線秘図連続殺人（1995年）
  - 浅見光彦シリーズ（辰巳琢郎版） 第6作（1996年） - 親族
  - プロデューサー麻生一平の事件ファイル（1998年）
  - 小学校教師・沢木千太郎の事件ノート 第1作（2000年）
  - 名探偵・金田一耕助シリーズ 第28作（2000年） - 住職
  - 人情質屋の事件台帳 第1作（2001年）
  - カードGメン・小早川茜 第7作（2004年） - 河内
  - 女タクシードライバーの事件日誌 第2作（2004年） - 患者
  - 高村薫ドラマスペシャル「父が来た道」（2005年）
  - 自治会長 糸井緋芽子 社宅の事件簿 第8作（2007年） - 老人ホーム入居者
  - 西村京太郎サスペンス 十津川警部シリーズ 第39作（2008年） - 大家
- 電光超人グリッドマン（1993年） - 金田有希雄市長
- 長男の嫁（1994年）
- ブラック・ジャック（2000年）
- 特選ミステリー劇場 / 熱血かあさん事件簿 第2作（2006年）

#### フジテレビ
- ミラーマン（1972年） - 奥山善次
- トリプル捜査線（1973年） - 谷田
- 科学捜査官（1974年）
- 大捜査線（1980年）
- 同心暁蘭之介（1982年）
- 時代劇スペシャル / 大江戸無頼 河内山宗俊（1982年） - 清兵衛
- 月曜ドラマランド / うっかり夫人ちゃっかり夫人（1983年）
- 東映不思議コメディーシリーズ
  - 勝手に!カミタマン
    - 第26話「佃煮博士の秘密指令」（1985年） - 床屋
    - 第33話「ママのオシャレ大作戦」（1985年） - 主人
    - 第39話「モスガの勉強大好き」（1986年） - おでん屋

  - もりもりぼっくん（1986年）
    - 第11話「燃えろジャイタイガー」 - 工場長
    - 第37話「サムシングは泣かない」 - 老人

  - じゃあまん探偵団 魔隣組（1988年）
  - 魔法少女ちゅうかないぱねま!（1989年）
  - 不思議少女ナイルなトトメス（1991年） - 幽霊
- 金曜女のドラマスペシャル / 招かれざる訪問者（1985年）
- スケバン刑事
  - スケバン刑事II 少女鉄仮面伝説（1986年）
  - スケバン刑事III 少女忍法帖伝奇（1986年）
- 藤子不二雄の夢カメラ（1988年）
- 新入社員物語 オフィスティケイテッドレイディース（1990年）
- 金曜ドラマシアター→金曜エンタテイメント→金曜プレステージ
  - 実録犯罪史シリーズ 「昭和の説教強盗 命はとらぬ金を出せ!」（1991年）
  - 生前情交痕跡あり（1991年）
  - 総務課長戦場を行く!（1994年）
  - 腕まくり看護婦物語
    - 第4作（1995年） - 猪俣
    - 第5作（1996年） - 内藤

  - 美人記者香坂冬子の名推理（1997年）
  - おばさんデカ 桜乙女の事件帖 第8作（2000年） - 磯貝の客
  - 浅見光彦シリーズ
    - 第10作（2000年） - 橋本
    - 第41作（2011年） - 加藤

  - 介護ヘルパー殺人事件簿 第1作（2001年） - 第一発見者
  - いじわるばあさん（2009年）
  - 宮部みゆきスペシャル 魔術はささやく（2011年） - 老人
- 世にも奇妙な物語
  - 「息子帰る」（1991年）
  - 「48年目の約束」（1992年）
- 木曜劇場 / 愛情物語（1993年）
- 妻たちの劇場 / 砂の上の家（1993年）
- 夏子の酒（1994年）
- この世の果て（1994年）
- はるちゃん3（1999年） - 鉄観
- 実録・小野田少尉 遅すぎた帰還（2005年）
- ほんとにあった怖い話 夏の特別編2007（2007年）
- 霧に棲む悪魔（2011年）
- 花嫁のれん 第3シリーズ（2014年）
- モメる門には福きたる（2013年）

#### テレビ朝日
- 判決（1965年）
- テレビスター劇場 / 華麗なる一族（1974年）
- 特捜最前線
  - 第46話「判決・私を売った女!」（1978年）
  - 第58話「緊急手配・悪女からのリクエスト!」（1978年）
  - 第310話「九官鳥と喋る男!」（1983年）
- 吉宗評判記 暴れん坊将軍（1978年） - 茂助
- 土曜ワイド劇場
  - 森村誠一の殺意の重奏（1978年）※ノンクレジット
  - 混浴露天風呂連続殺人 第2作（1982年）
  - 愛人バンク殺人事件 夢を売る女たち「月4回、20万円…」（1984年）
  - 処刑教師（1984年9月29日）
  - ニュードキュメンタリードラマ昭和 松本清張事件にせまる / 昭和20年8月15日 終戦日の荷風と潤一郎（1984年）
  - 考古学者シリーズ
    - 第4作（1985年）
    - 第19作（1997年） - 住職

  - 牟田刑事官事件ファイル
    - 第5作（1986年）
    - 第7作（1987年）
    - 第8作（1988年）
    - 第10作（1989年）
    - 第11作（1989年）
    - 第16作（1994年）

  - 未亡人殺し（1986年）
  - 北の椿は死を歌う（1989年）
  - 保護司・夏目清一（1989年）
  - 美人エステティシャン殺し（1997年）
  - 事件記者冴子の殺人スクープ 第3作（2001年） - 老人
  - 法医学教室の事件ファイル 第16作（2002年） - 第一発見者
  - 華麗なる復讐（2004年）
  - 人類学者・岬久美子の殺人鑑定 第3作（2013年） - 住職
- 月曜劇場 / 午後の旅立ち（1981年） - トラックの運転手
- 女ふたり捜査官（1986年）
- 新春ドラマスペシャル / 宮尾登美子の春燈（1989年）
- はぐれ刑事純情派
  - 第12シリーズ（1999年）
  - 新春スペシャル（2002年）
- 未来戦隊タイムレンジャー（2000年） - 鷹宮義隆
- 木曜ドラマ / エラいところに嫁いでしまった!（2007年）
- 肉体の門（2008年） - じいさんの問屋
- 検事・鬼島平八郎（2010年）

#### テレビ東京
- ザ・スーパーガール（1979年）
- 大江戸捜査網 第3シリーズ
  - 第494話「告白! 若妻が秘めた不倫の子」（1983年）
  - 第501話「我子を返せ! 母二人の対決」（1983年）
- 若き血に燃ゆる〜福沢諭吉と明治の群像（1984年）
- 月曜・女のサスペンス / 雁の寺（1989年）
- 女無宿人 半身のお紺（1991年）
- 山田太一ドラマスペシャル / せつない春（1995年）
- 氷の家族（2000年）
- ブースカ! ブースカ!!（2000年） - 農家の老人
- 女と愛とミステリー→水曜ミステリー9
  - 警察医・花井吾朗の殺人カルテ（2002年）
  - 旅行作家・茶屋次郎
    - 第2作（2002年） - 隣家の主人
    - 第5作（2005年） - 常連客
    - 第9作（2011年） - 佐伯

  - 和久峻三サスペンス 滝警部補の事件日誌（2005年） - 繁造
  - 篝警部補の事件簿 第3作（2005年）
  - 監察医・篠宮葉月 死体は語る 第14作（2014年） - 入院患者
  - 特命おばさん検事! 花村絢乃の事件ファイル 第2作（2014年） - 浅見武雄

#### NHK BS2
- BS日曜ドラマ / 藏（1995年）

### 映画
- 荒い海（1969年） - 佐藤船長
- 混血児リカ ひとりゆくさすらい旅（1973年） - 病院長
- 千利休 本覺坊遺文（1989年） - 玉甫
- プライド・運命の瞬間（1998年） - 畑俊六
- 三文役者（2000年） - アパートの近所の人
- 卍（2006年）
- 猫目小僧（2006年）
- あかね空（2007年） - 西周
- 俺物語!!（2015年）※遺作
- 鎌倉アカデミア 青の時代（2017年）

### オリジナルビデオ
- ウルトラセブン誕生35周年"EVOLUTION"5部作 EPISODE:4「イノセント」（2002年） - 老人

### テレビアニメ
- 野生のさけび（1982年）

### CM
- 第二電電「はいったおじさん」

### 舞台
- 劇団青年座公演
  - 「象と簪」（1964年） - 役人、供侍
  - 「奢りの岬」（1965年） - 伍作
  - 「肥前風土記」（1966年） - 忠次郎
  - 「ばんどり騒乱記」（1966年） - 下役人、大工、与力
  - 「友達」（1967年） - 警官たち
  - 「坂本龍馬についての一夜」（1968年） - 岩倉具視
  - 「蝙蝠」（1968年） - 42人の男女
  - 「盟三五大切」
    - （1969年） - 弥十、義士
    - （1979年） - やらずの弥十、日雇取りの鉄
    - （1989年） - やらずの弥十

  - 「象」（1970年） - 通行人
  - 「処刑-ing」（1971年） - 委員
  - 「三文オペラ」（1973年） - スミス警部
  - 「毒薬と老嬢」（1974年 - 1975年） - ハーパー司教
  - 「ムーンシルドレン」（1976年） - アンクル・マリー
  - 「死のう団」（1976年） - 末永
  - 「からゆきさん」（1977年 - 1978年） - 西野医師、使丁
  - 「浮世の常」（1983年）
  - 「パラジ」（1983年） - 永田立元
  - 「希望」（1990年） - 老爺
  - 「オセロ」（1991年） - 布良磐城
  - 「レンタルファミリー」（1994年） - 真鍋重明
  - 「殺陣師段平」（2004年） - 関東煮屋の亭主
- 外部公演
  - 「京ぼたんの里」（1970年）
  - 「王将」（1978年）
  - 「補陀落山へ、詣ろうぞ」（1987年）

### WEB
- 私の頭の中の消しゴム アナザーレター（2006年） - 宮下幸造